# Ropalidia catharinae
Ropalidia catharinae är en getingart som först beskrevs av Cameron 1913.  Ropalidia catharinae ingår i släktet Ropalidia och familjen getingar. Inga underarter finns listade i Catalogue of Life.